# Sosztakovics 7. szimfóniájának leningrádi ősbemutatója
Sosztakovics 7. szimfóniájának leningrádi ősbemutatója különleges zenei és katonai hőstett volt  1942. augusztus 9-én, melyet Dmitrij Sosztakovics 7. szimfóniájának leningrádi bemutatója jelentette a második világháború idején, miközben a várost a náci német erők ostrom alatt tartották.
Sosztakovics a darabot a Leningrádi Filharmonikus Zenekarnak szánta, de az ostrom miatt a zenekart evakuálták a városból. Sosztakovics ekkor már szintén elhagyta a várost. A szimfónia világpremierjét  végül 1942. március 5-én tartották Kujbisevben. A leningrádi ősbemutatót a Leningrádi Rádiózenekar életben maradt zenészei adták elő katonai előadóművészekkel kiegészülve, Karl Eliasberg karmester vezényletével. A legtöbb zenész ekkor már, hasonlóan a város egészéhez, éhezett, ami megnehezítette a felkészülést: a zenészek olykor összeestek a próbákon. A harcok miatt a zenekar a koncert előtt csak egyszer tudta végigjátszani a szimfóniát.
A fellépők rossz állapota ellenére a koncert hatalmas siker volt, és egyórás ovációt váltott ki a közönségből. A koncertet a Squall fedőnevű szovjet katonai offenzíva támogatta, amelynek célja a német erők elhallgattatása volt az előadás alatt. A szimfóniát a pszichológiai hadviselés egyik formájaként hangszórón közvetítették a német vonalaknak. A leningrádi premiert a pszichológiai és politikai hatásai miatt a háború egyik legfontosabb művészi előadásának tartják. A karmester erre úgy emlékezett: „akkor győztünk a lélektelen náci hadigépezet felett”. Az esemény emlékére 1964-ben és 1992-ben találkozókoncerteket hívtak össze életben maradt zenészekkel.

## Háttér

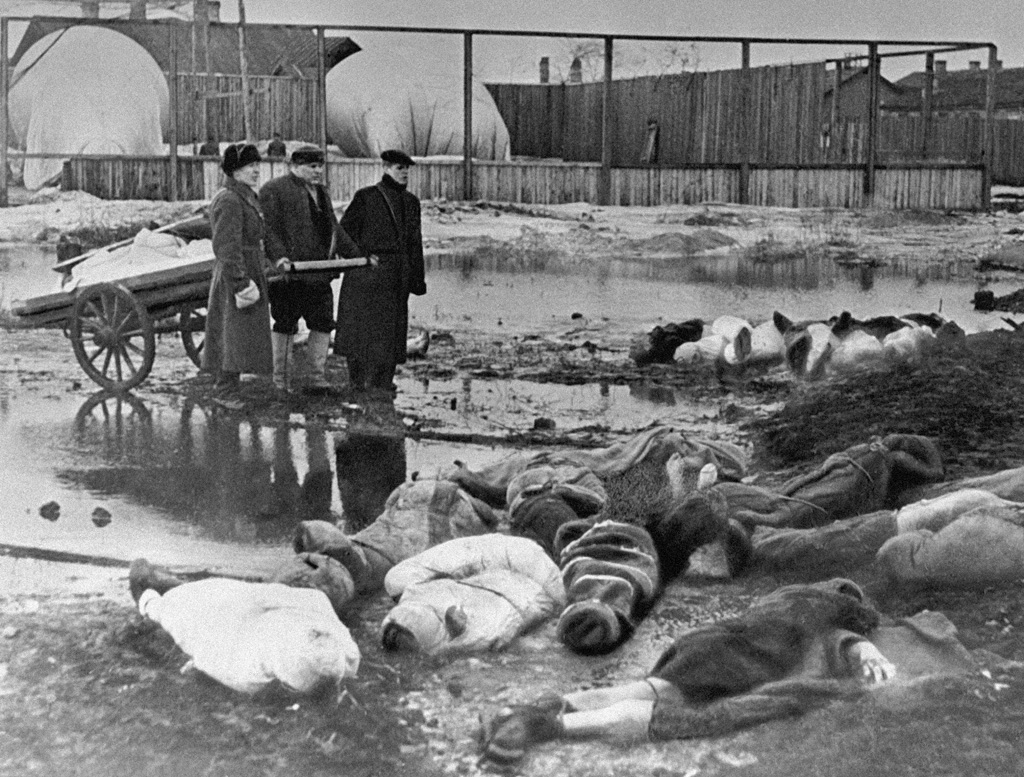
Az ostrom tömeges áldozatokat követelt a hideg és az éhezés miatt.

Dmitrij Sosztakovics szovjet zeneszerző 1941. december 27-én fejezte be 7. szimfóniát, amelyet szülővárosának, Leningrádnak ajánlott. Abban az időben a város már 16 hete volt ostrom alatt - az ostrom végére a város háború előtti lakosságának körülbelül egyharmadát pusztult el.
Sosztakovics azt szerette volna, ha a Leningrádi Filharmonikus Zenekar mutatja be a szimfóniát, de a zenekart Novoszibirszkbe menekítették a kormány által vezetett kulturális evakuáció részeként. A világpremiert ehelyett Kujbisevben tartották 1942. március 5-én, a Bolsoj Színház zenekara előadásában, Szamuil Szamosud karmester vezényletével.
A szimfónia mikrofilmes kottáját áprilisban vitték Teheránba, hogy ezzel lehetővé tegyék a mű Nyugaton történő bemutatóját is. Nyugat-Európában június 22-én mutatták be a 7. szimfóniát előbb rádióadásban, Henry Wood és a Londoni Filharmonikusok előadásában, később koncertpremierje pedig a Promenade zenekar koncertjén a londoni Royal Albert Hallban június 29-én történt. Az észak-amerikai premiert New York City-ből 1942. július 19-én sugározta az NBC Szimfonikus Zenekar Arturo Toscanini vezetésével.

## Előzmények
A Karl Eliasberg vezette Leningrádi Rádiózenekar volt az egyetlen megmaradt szimfonikus együttes Leningrádban a Filharmonikusok evakuálása után. A Rádiózenekar utolsó fellépésére 1941. december 14-én, utolsó adása pedig 1942. január 1-jén volt. A következő próba naplójában ez áll: "A próba nem történt meg. Srabian meghalt. Petrov beteg. Borisev meghalt. A zenekar nem működik".
Egy zenekari tag szerint a mű bemutatójával "a leningrádi hatóságok érzelmi löketet akartak adni az embereknek, hogy azt érezzék, nincsenek egyedül". Propagandaként betöltött potenciális értéke miatt fontos politikai cselekedetnek számított. 
Az eredeti 40 tagú Leningrádi Rádiózenekarból csak 14-15 élt ekkor a városban; a többiek vagy éhen haltak, vagy katonaként harcoltak. Sosztakovics szimfóniájához 100 fős zenekarra volt szükség, ami azt jelenti, hogy túl kevés elérhető zenész volt. Eliasberg házról házra járt, hogy felkutassanak további zenészeket, akik esetleg éhezés vagy félelem miatt nem reagáltak a zenekar összehívására. „Úristen, milyen soványak voltak” – emlékezett vissza az egyik szervező. "Hogy éltek ezek az emberek, amikor elkezdtük őket kirángatni sötét lakásaikból. Könnyekig meghatódtunk, amikor elővették koncertruhájukat, hegedűjüket, csellójukat és furulyáikat, és elkezdődtek a próbák." A partitúrát egy Kujbisev típusú utánpótlást szállító repülőgép szállította Leningrádba.
Az első próba 1942 márciusában három órásnak készült, de 15 perc után le kellett állítani, mert a jelenlévő zenészek túl gyengék voltak. Gyakran összeestek a próbák során, különösen azok, akik rézfúvós hangszeren játszottak. Babuskin feljegyzése szerint "az első hegedűs haldoklik, a dobművész meghalt munkába menet, a kürt pedig a végét járja...." A zenekari játékosok további ételadagokat kaptak (a polgári zenerajongók adományaiból), hogy leküzdjék az éhezést, és forró téglákat használtak a hő sugárzására; ennek ellenére három zenész is meghalt a próbák során. A városban plakátok jelentek meg, amelyeken arra kérték, hogy minden, még Leningrádban maradt zenész jelentkezzen a Rádióbizottságnál. Más zenészeket a leningrádi front szovjet parancsnokának, Leonyid Govorovnak parancsára visszahívták a frontról, vagy átcsoportosították a szovjet katonai zenekarokból.
A rögtönzött zenekar a 7. szimfónia mellett Beethoven, Csajkovszkij és Rimszkij-Korszakov hagyományos szimfonikus műveit is próbálta. Április 5-én Csajkovszkij-részletek koncertjét tartották.
A próbákat gyakran megzavarták légiriadó-szirénák, és volt, hogy zenészeknek légvédelmi vagy tűzoltói feladatokat kellett ellátnia próba helyett. A hangszerek nagyon rossz állapotban voltak, és kevés mester állt rendelkezésre megjavítani őket.

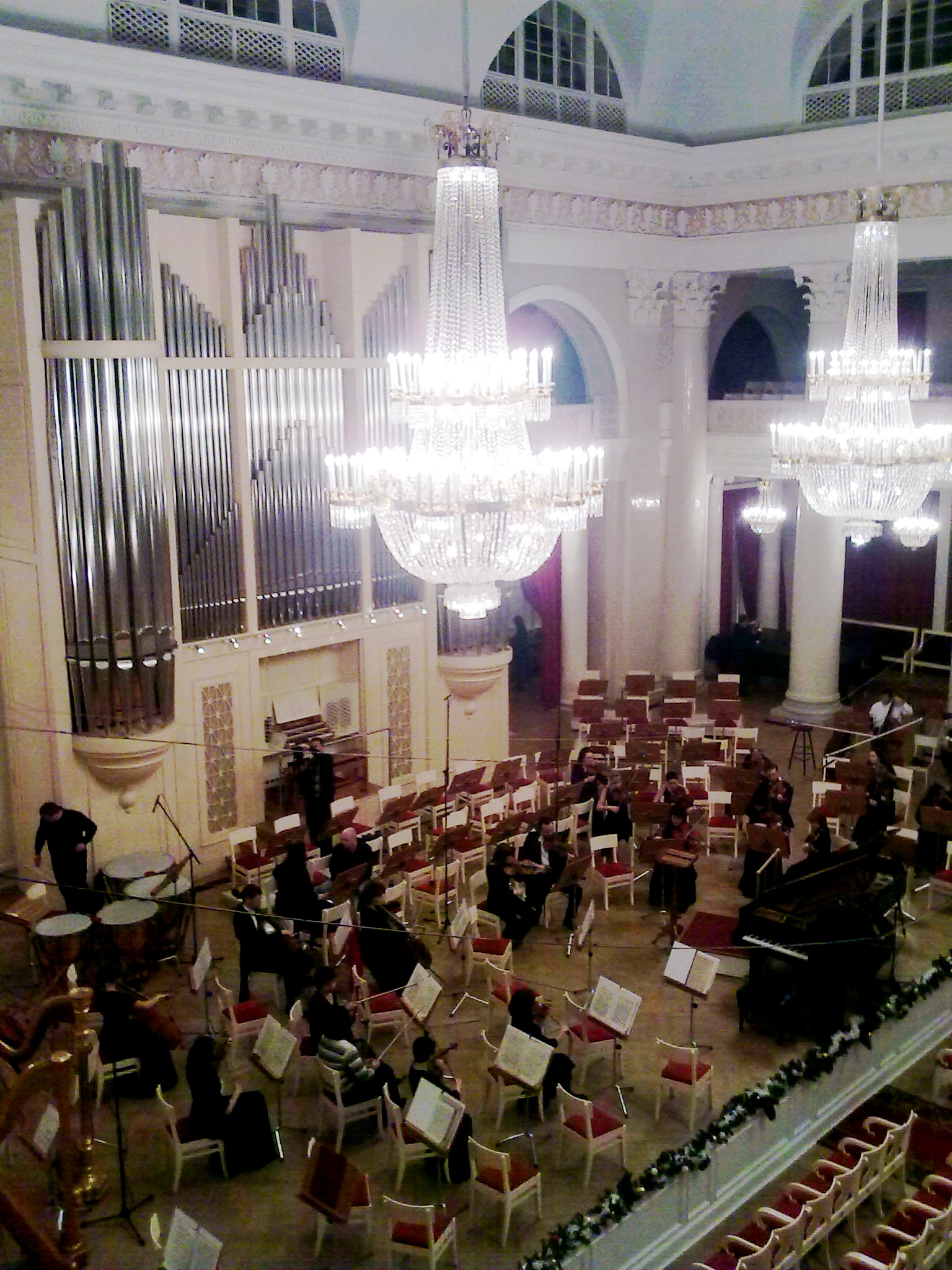
A Nagy Filharmónia terem mai színpada, a bemutató helyszíne

A hangverseny a Filharmónia Nagyteremben hangzott el 1942. augusztus 9-én. Ez volt az a nap, amikorra Adolf Hitler német kancellár korábban a város bukásának ünnepét tervezte. Az előadást Eliasberg előre felvett rádióbeszéde előzte meg, amelyet 6-án adtak le.
A koncerten nagy közönsége vett részt, főleg pártvezetők, katonák és civilek. A terembe be nem férő leningrádiak nyitott ablakok és hangszórók köré gyűltek össze. Nem sokkal a koncert kezdete előtt, a próbák kezdete óta először kapcsolták be az elektromos lámpákat a színpad felett. Amikor a terem elcsendesedett, Eliasberg vezényelni kezdett. Az előadás gyenge művészi színvonalon történt, de hatása mégis komoly volt. Amikor néhány zenész a kimerültség miatt megakadt, a közönség "figyelemreméltó, spontán gesztussal felállt" ... bíztatva őket, hogy folytassák."
Az előadást egyórás ováció fogadta, Eliasbergnek gesztusként egy csokor Leningrádban termesztett virágot adott egy fiatal lány. A „szenvedő Leningrád zenei életrajzának” tekintett koncert érzelmi hatása miatt sokan sírtak.
Hangszórók közvetítették az előadást az egész városban, valamint a német erőknek a pszichológiai hadviselés részeként, "taktikai csapásban a német morál ellen". Egy német katona felidézte, hogyan hallgatta százada „a hősök szimfóniáját”. Eliasberg később találkozott néhány némettel, akik Leningrádon kívül táboroztak az előadás alatt, akik elmondták neki, hogy a zene megérttette velük, hogy soha nem fogják elfoglalni a várost: "Kiket is bombázunk? Soha nem fogjuk tudni bevenni Leningrádot...".

## A premier után
Leningrád ostromát 1943 elején feloldották, és 1944-ben a németek visszavonultak. Eliasberg azt mondta, hogy a koncert révén „az egész város megtalálta az emberségét... abban a pillanatban diadalmaskodtunk a lélektelen náci hadigépezet felett."
Sosztakovics 7. szimfóniája a háború alatt az egész nyugati világban népszerű volt, de 1945-től a Szovjetunión kívül ritkán adták elő. A szimfóniával kapcsolatos zenekutatói kérdések között szerepel, hogy a Leningrád elleni támadás ihlette-e meg Sosztakovicsot (amint azt a szovjet hatóságok és a hivatalos beszámolók is állították), vagy már korábban elkezdte írni, és a művet csak propaganda céljára használták.
A túlélő zenekari előadók 1964-ben és 1992-ben emléktalálkozókon vettek részt, és „ugyanabban a teremben ugyanazokról a helyekről” játszottak. Sosztakovics részt vett az első találkozón 1964. január 27-én. Az 1992-es előadáson a megmaradt 14 túlélő szerepelt. Az 1942-es koncertről a Háborús szimfóniák: Sosztakovics Sztálin ellen című 1997-es film is megemlékezett. A szentpétervári 235-ös iskolában található egy, a premiernek emléket állító kis múzeum, amely Sosztakovics szobrát és az előadás műtárgyait is bemutatja.

## Fordítás
Ez a szócikk részben vagy egészben  a   Leningrad première of Shostakovich's Symphony No. 7 című angol Wikipédia-szócikk ezen változatának fordításán alapul.  Az eredeti cikk szerkesztőit annak laptörténete sorolja fel. Ez a jelzés csupán a megfogalmazás eredetét és a szerzői jogokat jelzi, nem szolgál a cikkben szereplő információk forrásmegjelöléseként.